# Bailleau-Armenonville
Bailleau-Armenonville és un municipi francès, situat al departament de l'Eure i Loir i a la regió de Centre – Vall del Loira. L'any 2007 tenia 1.342 habitants.

## Demografia

### Població
El 2007 la població de fet de Bailleau-Armenonville era de 1.342 persones. Hi havia 496 famílies, de les quals 104 eren unipersonals (56 homes vivint sols i 48 dones vivint soles), 160 parelles sense fills, 208 parelles amb fills i 24 famílies monoparentals amb fills.
La població ha evolucionat segons el següent gràfic:
Habitants censats

### Habitatges
El 2007 hi havia 578 habitatges, 506 eren l'habitatge principal de la família, 40 eren segones residències i 32 estaven desocupats. 546 eren cases i 31 eren apartaments. Dels 506 habitatges principals, 427 estaven ocupats pels seus propietaris, 71 estaven llogats i ocupats pels llogaters i 8 estaven cedits a títol gratuït; 6 tenien una cambra, 36 en tenien dues, 62 en tenien tres, 109 en tenien quatre i 293 en tenien cinc o més. 412 habitatges disposaven pel capbaix d'una plaça de pàrquing. A 182 habitatges hi havia un automòbil i a 292 n'hi havia dos o més.

### Piràmide de població
La piràmide de població per edats i sexe el 2009 era:
| Homes | Edats   | Dones |
| ----- | ------- | ----- |
| 0     | 95 o +  | 1     |
| 0     | 90 a 94 | 0     |
| 5     | 85 a 89 | 8     |
| 8     | 80 a 84 | 10    |
| 13    | 75 a 79 | 11    |
| 13    | 70 a 74 | 15    |
| 16    | 65 a 69 | 24    |
| 18    | 60 a 64 | 16    |
| 36    | 55 a 59 | 31    |
| 39    | 50 a 54 | 37    |
| 55    | 45 a 49 | 43    |
| 64    | 40 a 44 | 44    |
| 39    | 35 a 39 | 43    |
| 53    | 30 a 34 | 60    |
| 28    | 25 a 29 | 25    |
| 32    | 20 a 24 | 18    |
| 36    | 15 a 19 | 47    |
| 44    | 10 a 14 | 33    |
| 58    | 5 a 9   | 33    |
| 44    | 0 a 4   | 23    |

## Economia
El 2007 la població en edat de treballar era de 912 persones, 696 eren actives i 216 eren inactives. De les 696 persones actives 660 estaven ocupades (342 homes i 318 dones) i 36 estaven aturades (21 homes i 15 dones). De les 216 persones inactives 77 estaven jubilades, 87 estaven estudiant i 52 estaven classificades com a «altres inactius».

### Ingressos
El 2009 a Bailleau-Armenonville hi havia 512 unitats fiscals que integraven 1.400 persones, la mediana anual d'ingressos fiscals per persona era de 22.429 €.

### Activitats econòmiques
Dels 57 establiments que hi havia el 2007, 1 era d'una empresa extractiva, 1 d'una empresa alimentària, 1 d'una empresa de fabricació de material elèctric, 3 d'empreses de fabricació d'altres productes industrials, 11 d'empreses de construcció, 13 d'empreses de comerç i reparació d'automòbils, 2 d'empreses d'hostatgeria i restauració, 2 d'empreses d'informació i comunicació, 2 d'empreses immobiliàries, 12 d'empreses de serveis, 4 d'entitats de l'administració pública i 5 d'empreses classificades com a «altres activitats de serveis».
Dels 13 establiments de servei als particulars que hi havia el 2009, 1 era un taller de reparació d'automòbils i de material agrícola, 1 paleta, 3 guixaires pintors, 2 fusteries, 2 lampisteries, 2 perruqueries, 1 restaurant i 1 agència immobiliària.
Dels 2 establiments comercials que hi havia el 2009, 1 era una fleca i 1 una joieria.
L'any 2000 a Bailleau-Armenonville hi havia 13 explotacions agrícoles que ocupaven un total de 752 hectàrees.

## Equipaments sanitaris i escolars
El 2009 hi havia 1 escola maternal i 1 escola elemental.

## Poblacions més properes
El següent diagrama mostra les poblacions més properes.